# Solenangis impraedicta
Solenangis impraedicta és una nova espècie d'orquídia descoberta l'11 de març de 2024 a l'illa de Madagascar.

## Descripció
Solenangis impraedicta es una planta que en que destaca per tenir el tercer esperó més llarg mai registrat entre les plantes amb flor, i l'esperó del tub de nèctar més llarg de qualsevol planta coneguda en relació amb la mida de la flor, que fa 33 cm de llarg. Això contrasta amb les flors petites de 2 cm i ten un color groguent blanquinós. És l'única espècie nova d'orquídies amb una adaptació tan extrema a la pol·linització de l'arna Xanthopan praedicta; que va ser descoberta l'any 1965.

## Distribució i hàbitat
Solenangis impraedicta és endèmica al centre de l'illa de Madagascar.

## Taxonomia
Solenangis impraedicta va ser descrita per Tariq Stévart, João Farminhão, Marie Savignac, Simon Verlynde i Current Biology 34: R189-R190, a l'any 2024.

Etimologia
Solenangis: epítet grec composta per dues paraules solen = tub (o pot ser un canal, canal) i angis = atuell; que es refereix al llavi en forma d'embut o en al·lució al llavi infundibuliforme, que mancat de disc, està format íntegrament per un esperó.
impraedicta epítet llatí que significa "imprevisible".